# Träningsserien i ishockey 1922
Träningsserien i ishockey 1922 var en enkelserie i ishockey i Sverige, som spelades vintern 1922. Det var den första ishockeyserien för seniorer i Sverige och den arrangerades av Svenska Fotbollförbundet som ansvarade för ishockey de första åren. AIK vann serien.

## Bakgrund och efterspel
Bakgrunden var att Sverige deltagit i Olympiska spelen i Antwerpen 1920 och placerat sig på en hedrande fjärdeplats. Året efter tillsatte Fotbollsförbundet en ishockeykommitté för att arrangera EM i Stockholm. EM genomfördes med endast ett land som gäst, nämligen Tjeckoslovakien, och Sverige gick segrande ur tävlingen. Stockholms stadion ordnade med en belyst isbana med måtten 30x60 m och samtliga matcher 1921-1922 spelades där. Totalt 11 matcher 1921 och 28 matcher 1922. Samtidigt som träningsserien pågick spelades även en ishockeyturnering vid Nordiska spelen 4–8 februari. Serien blev mycket uppmärksammad och ledde till det första svenska mästerskapet i ishockey. Vintern 1922 spelades även två juniorserier som vanns av IFK Stockholm och några landskamper.

## Slutställning
| Nr | Lag           | S | V | O | F | GM | IM | MK   | P  |
| -- | ------------- | - | - | - | - | -- | -- | ---- | -- |
| 1  | AIK           | 6 | 5 | 1 | 0 | 17 | 6  | 2.83 | 11 |
| 2  | Nacka SK      | 6 | 4 | 1 | 1 | 24 | 14 | 1.71 | 9  |
| 3  | IK Göta B     | 5 | 3 | 0 | 2 | 29 | 19 | 1.53 | 6  |
| 4  | Hammarby IF   | 6 | 2 | 1 | 3 | 21 | 24 | 0.88 | 5  |
| 5  | IFK Stockholm | 6 | 2 | 0 | 4 | 17 | 19 | 0.89 | 4  |
| 6  | IF Linnéa     | 6 | 1 | 1 | 4 | 16 | 32 | 0.5  | 3  |
| 7  | Järva IS      | 5 | 1 | 0 | 4 | 10 | 20 | 0.5  | 2  |

## Resultattabell
|               | AIK  | HIF  | LIN | STH | IKG   | JIS | NSK |
| AIK           | —    |      |     |     |       |     |     |
| Hammarby IF   | w.o. | —    |     |     |       |     |     |
| IF Linnéa     | 0-0  | 11–4 | —   |     |       |     |     |
| IFK Stockholm | 2–5  | 0-4  | 9–1 | —   |       |     |     |
| IK Göta B     | 4–8  | 8–1  | 7–1 | 6–4 | —     |     |     |
| Järva IS      | 0-2  | 2–9  | 5–0 | 1–2 | inst. | —   |     |
| Nacka SK      | 0-2  | 3–3  | 7–3 | 0–2 | 5–4   | 7–2 | —   |

Matchen Göta–Järva ställdes in p.g.a. töväder.

## Skytteliga
|   | Spelare            | Lag       | Position | Mål |
| - | ------------------ | --------- | -------- | --- |
| 1 | John-Erik Eriksson | Nacka SK  | forward  | 11  |
| 2 | Sten Nilsson       | IF Linnéa | back     | 8   |
| 3 | Birger Holmqvist   | IK Göta   | forward  | 7   |
| 4 | Gunnar Galin       | AIK       | forward  | 5   |
| 4 | Raymond Rossi      | AIK       | forward  | 5   |
| 4 | Karl Björklund     | IK Göta   | forward  | 5   |